# Lijst van weg- en veldkapellen in Uden
Dit is een onvolledige lijst van veldkapellen in de gemeente Uden. Kapelletjes komen vooral in het zuiden van Nederland voor en werden dikwijls gebouwd ter verering van een heilige.
| Kapel                                  | Adres          | Plaats     | Bouwperiode | Architect | Foto |
| -------------------------------------- | -------------- | ---------- | ----------- | --------- | ---- |
| Sint-Odiliakapel                       | Wolfstraat     | Odiliapeel |             |           |      |
| Mariakapel                             | Duifhuizerweg  | Uden       | 1949        |           |      |
| Mariakapel                             | Knipperdul     | Uden       | 1950        |           |      |
| Mariakapel                             | Piusplein      | Uden       | 1937        |           |      |
| Mariakapel (Gedachteniskapel)          | Volkelseweg 30 | Uden       | 1998        |           |      |
| Mariakapel                             | Bedaf          | Uden-Bedaf | 1950        |           |      |
| Onze-Lieve-Vrouw van de Goede Wegkapel | Antoniusstraat | Volkel     | 2007        |           |      |